# Franz Brunner
Franz Brunner, född 21 mars 1913, död 22 december 1991, var en österrikisk handbollsspelare.
Brunner blev olympisk silvermedaljör i handboll vid sommarspelen 1936 i Berlin.